# Cerkiew Kazańskiej Ikony Matki Bożej w Augustowie
Cerkiew Kazańskiej Ikony Matki Bożej – cerkiew prawosławna w Augustowie, powstała w 1569, rozebrana po 1938.

## Historia
Pierwsza wzmianka o parafii prawosławnej w Augustowie pochodzi z 1553. Drewniana cerkiew pod wezwaniem Matki Bożej w Augustowie została ufundowana przez króla Zygmunta Augusta w 1569. Była położona nad brzegiem Netty, przy ulicach Cerkiewnej i Koziej. Po 1596 została przekazana unitom i pozostawała w ich rękach do likwidacji Kościoła unickiego w Imperium Rosyjskim w 1875. Był to prosty kwadratowy budynek z dwuspadowym dachem. Odróżniał się od innych tym, że nie miał komina, a nad wejściem była mała kwadratowa kopuła z małym krzyżem i dzwonem.
W 1879 została poddana przebudowie według projektu Zaleskiego. Początkowo maksymalnie mogła pomieścić 44 osoby, po przebudowie – ok. 300 osób. Pracami, które trwały od grudnia 1878 do lutego 1879 i kosztowały 500 rubli, zajął się ówczesny proboszcz, ks. Maksymilian Stępkowski. Pieniądze zostały pozyskane z Banku Polskiego. Władze Państwowe wpłaciły do Banku na rzecz parafii w 1839 r. 180 rubli srebrnych za oddaną część ogrodu pod budowę Kanału Augustowskiego. Z procentów w 1878 było już 700 rubli. Cerkiew została poświęcona 4 lutego 1879. Nadano jej wezwanie Kazańskiej Ikony Matki Bożej. Ceremonii konsekracji przewodniczył dziekan augustowski ks. Jan Jarmołowicz. W ramach rozbudowy do cerkwi dobudowano część ołtarzową, powiększono przedsionek, wzniesiono bizantyjską kopułę nad nawą, zaś nad przedsionkiem umieszczono dzwonnicę z kopułą. Cerkiew w nowej postaci była wzniesiona na planie krzyża. Dach budynku był kryty gontem i ozdobiony pięcioma krzyżami.
W 1914 cerkiew została porzucona z powodu wyjazdu prawosławnych z Augustowa (bieżeństwo). Zaniedbany obiekt został zaadaptowany przez Niemców na prowizoryczną kuźnię. Po 1918 cerkiew została zamknięta. Zdewastowany budynek został rozebrany po 1938, zaś w 1941 splantowano górkę, na której stała świątynia.

## Architektura
Cerkiew w Augustowie była wzniesiona na planie kwadratu, nakryta dachem dwuspadowym, nie posiadała kopuły, jedynie zwieńczoną cebulastym hełmem sygnaturkę nad nawą. Była trójdzielna, w całości wzniesiona z drewna. Dzwonnica cerkwi, z jednym dzwonem, znajdowała się nad przedsionkiem.